# Segundo estado
Na monarquia tanto na França, até à Revolução Francesa, como na restante Europa, nomeadamente no Reino de Portugal, o termo Segundo Estado (fr. second état) indicava os representantes da nobreza; no Primeiro Estado estava o clero e no Terceiro Estado estava o Povo. 
Desses termos veio o nome medieval da assembleia nacional francesa: o Estados-Gerais (fr. Etats-Généraux), análogo Parlamento britânico.
Os nobres do Segundo Estado possuiam vários privilégios como por exemplo a isenção de impostos, a posse de terras, o recebimento de rendas feudais e o fato de somente eles terem acesso aos altos cargos do governo. Havia várias denominações de nobreza na época: havia a nobreza cortesã, que vivia no palácio, e outras denominações que viviam na corte, recebendo pensões do rei.